# Klaus Schwab
Klaus Martin Schwab (* 30. března 1938 Ravensburg) je německý ekonom. Je zakladatel a do dubna 2025 prezident Světového ekonomického fóra.

## Život a kariéra

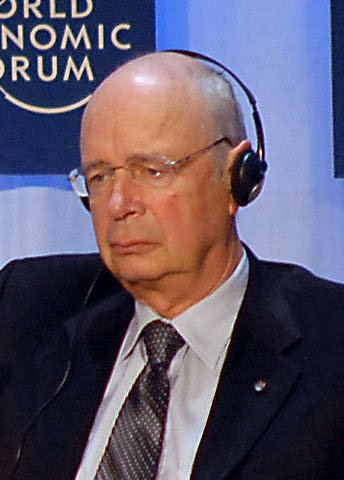
Klaus Schwab (2007)

Schwab se narodil jako syn švýcarského ředitele továrny v Ravensburgu a navštěvoval zdejší Spohngymnasium. Studoval strojní inženýrství na ETH v Zürichu a v roce 1965 promoval na doktora technických věd. Na univerzitě ve Freiburgu studoval od roku 1963 obchod a i zde získal doktorský titul. Absolvoval Harvard a obdržel titul MPA.
V letech 1971 až 2003 byl profesorem podnikové politiky na Ženevské univerzitě.
V roce 1971 založil European Management Conference jako charitativní nadaci na podporu mezinárodní spolupráce v oblasti ekonomiky. Od roku 1979 vydává Schwab výroční Global Competitiveness Report. V roce 1987 byla organizace přejmenována na World Economic Forum, WEF. V roce 1998 založil se svojí ženou Hildou Schwab Foundation for Social Entrepreneurship, a v roce 2004 The Forum of Young Global Leaders.
Je členem několika dozorčích rad. Od roku 1971 je ženatý a má dvě děti. Žije v Cologny u Ženevy.

## Publikace
- Der längerfristige Exportkredit als betriebswirtschaftliches Problem des Maschinenbaues (untersucht am Beispiel der Bundesrepublik Deutschland), Offenbach 1965
- Der Exportkredit. Hinweise für den deutschen Exporteur, Frankfurt am Main 1966
- Öffentliche Investitionen und wirtschaftliches Wachstum, Ravensburg 1966
- Moderne Unternehmensführung im Maschinenbau (s Heinem Kroosem), Frankfurt 1971
- Chancenmanagement, Düsseldorf 1976
- Overcoming indifference. Ten key challenges in today's changing world. A survey of ideas and proposals for action on the threshold of the twenty-first century, New York 1995
- COVID-19: The Great Reset (2020)